# Beatifikation
Beatifikation eller saligkåring er et romersk-katolsk ritual, hvor paven erklærer en afdød person beatus (fem. beata; = "salig"). Beatifikationen gør, at personen kan anråbes, dog kun indenfor et bestemt område og ikke indenfor hele Kirken. Beatifikationen følger efter en succesfuld undersøgelse af personens livsførelse og eventuelle skrifter og mirakler. Undersøgelsen indledes som regel af den lokale biskop, og efter at denne har sagt god for vedkommende, videreføres undersøgelsen af Kongregationen for Salig- og Helgenkåringsprocesser i Rom.
I de fleste tilfælde følges en beatifikation af en kanonisering, sådan at hele Kirken kan få lov til at anråbe personen.
Charles de Foucauld er et eksempel på en person, der er blevet beatificeret. Af andre eksempler kan nævnes Knud den Helliges søn Karl, der lige som sin far blev myrdet, og som senere blev genstand for anråbelse i Flandern, hvor han var greve.